# Сејлем (Кентаки)
Сејлем (енгл. Salem) град је у америчкој савезној држави Кентаки.

## Демографија
По попису из 2010. године број становника је 752, што је 17 (-2,2%) становника мање него 2000. године.
| Група             | 2000.       | 2010.       |
| Белци             | 758 (98,6%) | 721 (95,9%) |
| Афроамериканци    | 2 (0,3%)    | 6 (0,8%)    |
| Азијати           | 0 (0,0%)    | 2 (0,3%)    |
| Хиспаноамериканци | 5 (0,7%)    | 12 (1,6%)   |
| Укупно            | 769         | 752         |